# 1-es busz (Bátonyterenye)
A bátonyterenyei 1-es jelzésű autóbusz egy helyi járat, ami Szorospatak és Nagybátony között közlekedik. A viszonylatot a Volánbusz üzemelteti.

## Megállóhelyei
| 1 (Szorospatak ◄► Nagybátony, falu ◄► Nagybátony, Béke út 35. ◄► Nagybátony, vasútállomás) | 1 (Szorospatak ◄► Nagybátony, falu ◄► Nagybátony, Béke út 35. ◄► Nagybátony, vasútállomás) | 1 (Szorospatak ◄► Nagybátony, falu ◄► Nagybátony, Béke út 35. ◄► Nagybátony, vasútállomás) | 1 (Szorospatak ◄► Nagybátony, falu ◄► Nagybátony, Béke út 35. ◄► Nagybátony, vasútállomás) | 1 (Szorospatak ◄► Nagybátony, falu ◄► Nagybátony, Béke út 35. ◄► Nagybátony, vasútállomás) | 1 (Szorospatak ◄► Nagybátony, falu ◄► Nagybátony, Béke út 35. ◄► Nagybátony, vasútállomás) | 1 (Szorospatak ◄► Nagybátony, falu ◄► Nagybátony, Béke út 35. ◄► Nagybátony, vasútállomás) | 1 (Szorospatak ◄► Nagybátony, falu ◄► Nagybátony, Béke út 35. ◄► Nagybátony, vasútállomás) |
| Sorszám (↓)                                                                                | Megállóhely                                                                                | Perc (↓)                                                                                   | Perc (↓)                                                                                   | Kilométer                                                                                  | Kilométer                                                                                  | Átszállási kapcsolatok                                                                     |                                                                                            |
| ------------------------------------------------------------------------------------------ | ------------------------------------------------------------------------------------------ | ------------------------------------------------------------------------------------------ | ------------------------------------------------------------------------------------------ | ------------------------------------------------------------------------------------------ | ------------------------------------------------------------------------------------------ | ------------------------------------------------------------------------------------------ | ------------------------------------------------------------------------------------------ |
| 0                                                                                          | Szorospatak, fordulóhely végállomás                                                        | 0                                                                                          | 0                                                                                          | 0.0 km                                                                                     | 0.0 km                                                                                     | 3, 3A                                                                                      |                                                                                            |
| 1                                                                                          | Szorospatak, italbolt                                                                      | 1                                                                                          | 1                                                                                          | 0.1 km                                                                                     | 0.1 km                                                                                     | 3, 3A                                                                                      |                                                                                            |
| 2                                                                                          | Felső-Katalin                                                                              | 3                                                                                          | 3                                                                                          | 1.4 km                                                                                     | 1.4 km                                                                                     | 3, 3A                                                                                      |                                                                                            |
| 3                                                                                          | Alsó-Katalin                                                                               | 5                                                                                          | 5                                                                                          | 2.1 km                                                                                     | 2.1 km                                                                                     | 3, 3A                                                                                      |                                                                                            |
| 4                                                                                          | Rezeda út 27.                                                                              | 6                                                                                          | 6                                                                                          | 2.8 km                                                                                     | 2.8 km                                                                                     | 3, 3A                                                                                      |                                                                                            |
| 5                                                                                          | Dózsa út 60.                                                                               | 7                                                                                          | 7                                                                                          | 3.2 km                                                                                     | 3.2 km                                                                                     | 3, 3A                                                                                      |                                                                                            |
| 6                                                                                          | Dózsatelep, terményraktár                                                                  | 9                                                                                          | 9                                                                                          | 4.0 km                                                                                     | 4.0 km                                                                                     | 3, 3A                                                                                      |                                                                                            |
| 7                                                                                          | Petőfi út 46.                                                                              | 10                                                                                         | 10                                                                                         | 4.3 km                                                                                     | 4.3 km                                                                                     | 3, 3A                                                                                      |                                                                                            |
| 8                                                                                          | Nagybátony, falu                                                                           | 12–14                                                                                      | –                                                                                          | 5.3 km                                                                                     | –                                                                                          | 3, 3A 3153                                                                                 |                                                                                            |
| 9                                                                                          | Nagybátony, Petőfi Művelődési Ház                                                          | 16                                                                                         | 12                                                                                         | 6.7 km                                                                                     | 5.5 km                                                                                     | 3, 3A 3153                                                                                 |                                                                                            |
| 10                                                                                         | Nagybátony, Béke út 35. vonalközi végállomás                                               | 18                                                                                         | 14                                                                                         | 7.7 km                                                                                     | 6.3 km                                                                                     | 3                                                                                          |                                                                                            |
| 11                                                                                         | Nagybátony, vasútállomás végállomás                                                        | –                                                                                          | 15                                                                                         | –                                                                                          | 6.8 km                                                                                     | 3066, 3154, 3166 Nagybátony vá. (81. sz.)                                                  |                                                                                            |